# Centro (Mataró)
El Centro es un barrio de Mataró. Es bastante pequeño y la mayor parte son tiendas.

## Límites
Se encuentra totalmente rodeado por el barrio de Eixample excepto una pequeña franja (unos 100 metros) que colindan la norte con el barrio de  Los Molinos

## Semana Santa
Por sus Calles procesionan todos los pasos de Mataro, en la tradicional procesión del Viernes Santo , procesionan por las calles del centro y por las calles del  Eixample.
- Els Armats
- Oración del Huerto
- Jesús Cautivo y Virgen de los Dolores
- Jesús coronado de Espinas
- La Veronica
- Nstro. Padre Jesús Nazareno y la virgen de la Esperanza
- St. Crito de la Agonía
- la Buena Muerte
- Santo Sepulcro
- Virgen de la Soledad

El Jueves Santo, procesionan las hermandades de la Oración del Huerto y Jesús coronado de Espinas.
El domingo de ramos, procesiona la hermandad de Jesús Cautivo.

## Transporte
Líneas Urbanas de Mataró Bus 1, 3, 4, 8.
- Datos: Q5760980